# Чесма „Пчела”
Чесма „Пчела” се налази непосредно уз регионални пут Крушевац — Варварин, у атару села Шанац. Име је добила, по причи, када су у време њене градње мештани добровољним радом градили, били толико вредни да им је мајстор тада рекао да су вредни као пчеле.
Чесма је направљена давне 1938. године, материјал за њену изградњу је обезбедило тадашње Министарство здравља Kраљевине Југославије, а мајстор је био Стојан Видић из Шанца који је у том селу касније направио још три чесме.
Не зна се тачно када се први пут појавила вода на изворишту које се налази стотинак метара изнад чесме, а према неким сазнањима, вода подземно долази из Kрагујевца. Да је здрава за пиће, потврђују анализе које ради овдашњи Завод за јавно здравље.
Дневни проток је око 90.000m³, температура воде иста је и лети и зими, никада не мрзне, тако да се ово извориште може сматрати важним алтернативним извором водоснабдевања у случају несташице воде.
Чесму и околину редовно добровољно одржава Живан Томић, потпуковник у пензији. Око чесме је посадио осамдесет мирисних ружа, као и педесет стабала јабуке, као и мали рибњак како би поред бистре и здраве воде путницима намерницима било што пријатније.